# Coupe de Belgique de football 1993-1994
La Coupe de Belgique 1993-1994 a été remportée le 22 mai 1994 par le Royal Sporting Club d'Anderlecht au Stade de Sclessin à Liège.

## Finale
| Équipes                          | Royal Sporting Club d'Anderlecht - FC Bruges |
| Score                            | 2 - 0 (1 - 0) |
| Stade                            | Stade de Sclessin, Liège |
| Buts                             | 37e Bruno Versavel (1-0), 76e Luc Nilis (2-0) |
| Royal Sporting Club d'Anderlecht | Filip De Wilde - Marc Emmers, Graeme Rutjes, Michel De Wolf, Philippe Albert - Danny Boffin (35e Bertrand Crasson), Philip Haagdoren, Johan Walem, Bruno Versavel - John Bosman (86e Pär Zetterberg), Luc Nilis Entraineur : Johan Boskamp |
| FC Bruges                        | Dany Verlinden - Dirk Medved (78e Sven Vermant), Pascal Plovie, Paul Okon, Pascal Renier, Vital Borkelmans - Gert Verheyen - Franky Van der Elst, Lorenzo Staelens - René Eijkelkamp, Daniel Amokachi Entraineur : Hugo Broos              |